# 5642 Bobbywilliams
5642 Bobbywilliams este un asteroid care intersectează orbita planetei Marte.

## Descriere
5642 Bobbywilliams este un asteroid care intersectează orbita planetei Marte. Asteroidul prezintă o orbită caracterizată de o semiaxă mare de 2,31 ua, o excentricitate de 0,33 și o înclinație de 25,0° în raport cu ecliptica.